# Isao Iwabuchi
Isao Iwabuchi (岩淵 功 Iwabuchi Isao?,  17 de noviembre de 1933 en Tochigi - 16 de abril de 2003 en Tokio) fue un futbolista japonés que se desempeñaba como delantero.
Iwabuchi jugó 8 veces y marcó 2 goles para la selección de fútbol de Japón entre 1955 y 1958. Iwabuchi fue elegido para integrar la selección nacional de Japón para los Juegos Olímpicos de Verano de 1956.

## Trayectoria

### Clubes
| Club     | País  | Año         |
| -------- | ----- | ----------- |
| Keio BRB | Japón | 1956 - ???? |

### Selección nacional
| Selección | País  | Año         |
| --------- | ----- | ----------- |
| Absoluta  | Japón | 1955 - 1958 |

## Estadística de equipo nacional
| Selección de Japón | Selección de Japón | Selección de Japón |
| Año                | Part.              | Goles              |
| ------------------ | ------------------ | ------------------ |
| 1955               | 3                  | 1                  |
| 1956               | 3                  | 1                  |
| 1957               | 0                  | 0                  |
| 1958               | 2                  | 0                  |
| Total              | 8                  | 2                  |

## Palmarés

### Títulos nacionales
| Título             | Club     | País  | Año  |
| ------------------ | -------- | ----- | ---- |
| Copa del Emperador | Keio BRB | Japón | 1954 |
| Copa del Emperador | Keio BRB | Japón | 1956 |